# LNB Pro A 2024-25
La LNB Pro A 2024-2025, denominada por motivos de patrocinio Betclic Élite, fue la edición número 103 de la Pro A, la máxima competición de baloncesto de Francia. La temporada regular comenzó el 20 de septiembre de 2024 y finalizó en junio de 2025. La competición pasa a tener 16 equipos, en lugar de los 18 que tenía hasta la temporada anterior. El campeón fue el Paris Basketball, que lograba así su primer título.

## Equipos temporada 2024-25
| Equipo                   | Ciudad           | Pabellón                                     | Capacidad   |
| ------------------------ | ---------------- | -------------------------------------------- | ----------- |
| AS Monaco Basket         | Mónaco           | Salle Gaston Médecin                         | 5000        |
| ASVEL                    | Villeurbanne     | Astroballe                                   | 5556        |
| BCM Gravelines-Dunkerque | Gravelines       | Sportica                                     | 3043        |
| Cholet Basket            | Cholet           | La Meilleraie                                | 5191        |
| Élan Chalon              | Chalon-sur-Saône | Le Colisée                                   | 4540        |
| ESSM Le Portel           | Le Portel        | Chaudron                                     | 3500        |
| JDA Dijon Basket         | Dijon            | Palais des Sports Jean-Michel Geoffroy       | 4628        |
| JL Bourg-en-Bresse       | Bourg-en-Bresse  | Ekinox                                       | 3548        |
| Le Mans Sarthe Basket    | Le Mans          | Antarès                                      | 6023        |
| Limoges CSP              | Limoges          | Beaublanc                                    | 5516        |
| Nanterre 92              | Nanterre         | Palais des Sports / Halle Georges Carpentier | 3000 / 5009 |
| Paris Basketball         | Paris            | Halle Georges-Carpentier                     | 4746        |
| Saint-Quentin            | San Quintín      | Palais des sports Pierre Rate                | 3800        |
| SIG Basket               | Strasbourg       | Rhénus Sport                                 | 6200        |
| SLUC Nancy               | Nancy            | Palais des sports Jean-Weille                | 6041        |
| Stade Rochelais          | La Rochelle      | Salle Gaston-Neveur                          | 1994        |

## Temporada regular

### Clasificación
Actualizada a: 23 de mayo de 2025
| Pos. | Equipo                   | PJ | G  | P  | PF   | PC   | DP   | Pts | Clasificación o descenso              |
| ---- | ------------------------ | -- | -- | -- | ---- | ---- | ---- | --- | ------------------------------------- |
| 1    | Paris Basketball         | 30 | 23 | 7  | 2847 | 2547 | +300 | 46  | Clasificado para playoffs             |
| 2    | LDLC ASVEL               | 30 | 23 | 7  | 2676 | 2464 | +212 | 46  | Clasificado para playoffs             |
| 3    | AS Monaco                | 29 | 22 | 7  | 2610 | 2297 | +313 | 42  | Clasificado para playoffs             |
| 4    | Cholet                   | 30 | 21 | 9  | 2551 | 2441 | +110 | 42  | Clasificado para playoffs             |
| 5    | JL Bourg                 | 30 | 18 | 12 | 2685 | 2489 | +196 | 36  | Clasificado para playoffs             |
| 6    | Le Mans Sarthe           | 30 | 18 | 12 | 2639 | 2513 | +126 | 36  | Clasificado para playoffs             |
| 7    | Élan Chalon              | 30 | 15 | 15 | 2610 | 2579 | +31  | 30  | Clasificado para play-in              |
| 8    | JDA Dijon                | 30 | 15 | 15 | 2533 | 2532 | +1   | 30  | Clasificado para play-in              |
| 9    | SLUC Nancy               | 30 | 14 | 16 | 2544 | 2660 | −116 | 28  | Clasificado para play-in              |
| 10   | Saint-Quentin            | 30 | 13 | 17 | 2316 | 2373 | −57  | 26  | Clasificado para play-in              |
| 11   | BCM Gravelines-Dunkerque | 30 | 12 | 18 | 2421 | 2516 | −95  | 24  |                                       |
| 12   | SIG Strasbourg           | 30 | 12 | 18 | 2382 | 2502 | −120 | 24  |                                       |
| 13   | Nanterre 92              | 30 | 11 | 19 | 2478 | 2588 | −110 | 22  |                                       |
| 14   | Limoges CSP              | 30 | 10 | 20 | 2397 | 2583 | −186 | 20  |                                       |
| 15   | ESSM Le Portel           | 30 | 8  | 22 | 2222 | 2490 | −268 | 16  | Clasificado para playoffs de descenso |
| 16   | Stade Rochelais          | 30 | 4  | 26 | 2171 | 2508 | −337 | 8   | Descenso a Pro B                      |

 Fuente: LNB.fr
Notas:
1. ↑  Mónaco fue despojado de una victoria por no lograr transparencia y equidad financiera.

## Play-in
Solo los seis primeros clasificados avanzaron directamente a los playoffs, mientras que los siguientes cuatro clasificados participan en un torneo de play-in. El equipo que ocupa el séptimo lugar recibe al equipo que ocupa el octavo lugar en la ronda de doble oportunidad necesita ganar un partido para avanzar, y el ganador se lleva el séptimo puesto en los playoffs. El equipo que ocupa el noveno lugar recibe al equipo que ocupa el décimo lugar en la ronda eliminatoria que requiere dos victorias para avanzar, y el perdedor queda eliminado de la competición. El perdedor de la ronda de doble oportunidad recibe al ganador de la ronda eliminatoria, el ganador se queda con el octavo puesto y el perdedor es eliminado. Los equipos mejor clasificados tienen la ventaja de jugar en casa.
|  | Partidos de play-in | Partidos de play-in | Partidos de play-in |               |      | Partido por el puesto 8 | Partido por el puesto 8 | Partido por el puesto 8 |  |             | Clasificados | Clasificados | Clasificados |  |
|  |                     |                     |                     |               |      |                         |                         |                         |  |             |              |              |              |  |
|  |                     |                     |                     |               |      |                         |                         |                         |  |             |              |              |              |  |
|  | 7                   | Élan Chalon         | 106                 |               |      |                         |                         |                         |  |             |              |              |              |  |
|  | 7                   | Élan Chalon         | 106                 |               |      |                         |                         |                         |  |             |              |              |              |  |
|  | 8                   | JDA Dijon           | 85                  |               |      |                         |                         |                         |  |             |              |              |              |  |
|  | 8                   | JDA Dijon           | 85                  |               | 8    | JDA Dijon               | 92                      |                         |  |             |              |              |              |  |
|  |                     |                     |                     |               | 8    | JDA Dijon               | 92                      |                         |  |             |              |              |              |  |
|  |                     |                     | 10                  | Saint-Quentin | 79   |                         |                         |                         |  |             |              |              |              |  |
|  | 9                   | SLUC Nancy          | 10                  | Saint-Quentin | 79   | 81                      |                         |                         |  |             |              |              |              |  |
|  | 9                   | SLUC Nancy          |                     |               |      |                         |                         |                         |  |             |              |              |              |  |
|  | 10                  | Saint-Quentin       | 88                  |               |      |                         |                         |                         |  |             |              |              |              |  |
|  | 10                  | Saint-Quentin       | 88                  |               |      |                         |                         |                         |  | Élan Chalon | Élan Chalon  | 7ºPO         |              |  |
|  |                     |                     |                     |               |      |                         |                         |                         |  | Élan Chalon | Élan Chalon  | 7ºPO         |              |  |
|  |                     |                     | JDA Dijon           | JDA Dijon     | 8ºPO |                         |                         |                         |  |             |              |              |              |  |
|  |                     |                     | JDA Dijon           | JDA Dijon     | 8ºPO |                         |                         |                         |  |             |              |              |              |  |
|  |                     |                     |                     |               |      |                         |                         |                         |  |             |              |              |              |  |
|  |                     |                     |                     |               |      |                         |                         |                         |  |             |              |              |              |  |
|  |                     |                     |                     |               |      |                         |                         |                         |  |             |              |              |              |  |
|  |                     |                     |                     |               |      |                         |                         |                         |  |             |              |              |              |  |
|  |                     |                     |                     |               |      |                         |                         |                         |  |             |              |              |              |  |
|  |                     |                     |                     |               |      |                         |                         |                         |  |             |              |              |              |  |
|  |                     |                     |                     |               |      |                         |                         |                         |  |             |              |              |              |  |
|  |                     |                     |                     |               |      |                         |                         |                         |  |             |              |              |              |  |
|  |                     |                     |                     |               |      |                         |                         |                         |  |             |              |              |              |  |
|  |                     |                     |                     |               |      |                         |                         |                         |  |             |              |              |              |  |

## Play-offs
|  | Cuartos de final | Cuartos de final | Cuartos de final |           |   | Semifinales      | Semifinales | Semifinales |  |   | Final            | Final | Final |  |
|  |                  |                  |                  |           |   |                  |             |             |  |   |                  |       |       |  |
|  |                  |                  |                  |           |   |                  |             |             |  |   |                  |       |       |  |
|  | 1                | Paris Basketball | 2                |           |   |                  |             |             |  |   |                  |       |       |  |
|  | 1                | Paris Basketball | 2                |           |   |                  |             |             |  |   |                  |       |       |  |
|  | 8                | JDA Dijon        | 1                |           |   |                  |             |             |  |   |                  |       |       |  |
|  | 8                | JDA Dijon        | 1                |           | 1 | Paris Basketball | 3           |             |  |   |                  |       |       |  |
|  |                  |                  |                  |           | 1 | Paris Basketball | 3           |             |  |   |                  |       |       |  |
|  |                  |                  | 5                | JL Bourg  | 0 |                  |             |             |  |   |                  |       |       |  |
|  | 4                | Cholet           | 5                | JL Bourg  | 0 | 0                |             |             |  |   |                  |       |       |  |
|  | 4                | Cholet           |                  |           |   |                  |             |             |  |   |                  |       |       |  |
|  | 5                | JL Bourg         | 2                |           |   |                  |             |             |  |   |                  |       |       |  |
|  | 5                | JL Bourg         | 2                |           |   |                  |             |             |  | 1 | Paris Basketball | 3     |       |  |
|  |                  |                  |                  |           |   |                  |             |             |  | 1 | Paris Basketball | 3     |       |  |
|  |                  |                  | 3                | AS Monaco | 2 |                  |             |             |  |   |                  |       |       |  |
|  | 2                | LDLC ASVEL       | 3                | AS Monaco | 2 | 2                |             |             |  |   |                  |       |       |  |
|  | 2                | LDLC ASVEL       |                  |           |   |                  |             |             |  |   |                  |       |       |  |
|  | 7                | Élan Chalon      | 1                |           |   |                  |             |             |  |   |                  |       |       |  |
|  | 7                | Élan Chalon      | 1                |           | 2 | LDLC ASVEL       | 1           |             |  |   |                  |       |       |  |
|  |                  |                  |                  |           | 2 | LDLC ASVEL       | 1           |             |  |   |                  |       |       |  |
|  |                  |                  | 3                | AS Monaco | 3 |                  |             |             |  |   |                  |       |       |  |
|  | 3                | AS Monaco        | 3                | AS Monaco | 3 | 2                |             |             |  |   |                  |       |       |  |
|  | 3                | AS Monaco        |                  |           |   |                  |             |             |  |   |                  |       |       |  |
|  | 6                | Le Mans Sarthe   | 1                |           |   |                  |             |             |  |   |                  |       |       |  |
|  | 6                | Le Mans Sarthe   | 1                |           |   |                  |             |             |  |   |                  |       |       |  |
|  |                  |                  |                  |           |   |                  |             |             |  |   |                  |       |       |  |

}}

### Cuartos de final
| Equipo 1         | Series | Equipo 2       | 1.er partido | 2.º partido | 3.er partido |
| ---------------- | ------ | -------------- | ------------ | ----------- | ------------ |
| Paris Basketball | 2–1    | JDA Dijon      | 100–87       | 79–80       | 114–88       |
| Cholet           | 0–2    | JL Bourg       | 71–95        | 89–94       | —            |
| LDLC ASVEL       | 2–1    | Élan Chalon    | 100–96       | 69–76       | 99–75        |
| AS Monaco        | 2–1    | Le Mans Sarthe | 76–69        | 87–88       | 85–76        |

### Semifinales
| Equipo 1         | Series | Equipo 2  | 1.er partido | 2.º partido | 3.er partido | 4.º partido | 5.º partido |
| ---------------- | ------ | --------- | ------------ | ----------- | ------------ | ----------- | ----------- |
| Paris Basketball | 3–0    | JL Bourg  | 100–89       | 117–103     | 103–93       | —           | —           |
| LDLC ASVEL       | 1–3    | AS Monaco | 94–74        | 77–94       | 64–74        | 86–91       | —           |

### Finales
| Equipo 1         | Series | Equipo 2  | 1.er partido | 2.º partido | 3.er partido | 4.º partido | 5.º partido |
| ---------------- | ------ | --------- | ------------ | ----------- | ------------ | ----------- | ----------- |
| Paris Basketball | 3–2    | AS Monaco | 94–82        | 92–67       | 78–81        | 74–80       | 99–93       |

## Estadísticas
Hasta el 7 de abril de 2025.
| Rank | Nombre           | Equipo                | PPP  |
| ---- | ---------------- | --------------------- | ---- |
| 1.   | Nadir Hifi       | Paris Basketball      | 18.5 |
| 2.   | T. J. Shorts     | Paris Basketball      | 17.3 |
| 3.   | Xavier Castañeda | JL Bourg Basket       | 17.1 |
| 4.   | Nicolas Lang     | CSP Limoges           | 16.8 |
| 5.   | Trevor Hudgins   | Le Mans Sarthe Basket | 16.2 |

| Rank | Nombre        | Equipo                 | APP |
| ---- | ------------- | ---------------------- | --- |
| 1.   | T. J. Shorts  | Paris Basketball       | 8.1 |
| 2.   | Matheo Leray  | Stade rochelais basket | 6.3 |
| 3.   | David Holston | JDA Dijon              | 5.9 |
| 4.   | Axel Julien   | JDA Dijon              | 5.8 |
| 5.   | Jeremiah Hill | Élan Chalon            | 5.7 |

| Rank | Nombre             | Equipo                    | RPP |
| ---- | ------------------ | ------------------------- | --- |
| 1.   | Shevon Thompson    | SLUC Nancy                | 7.6 |
| 2.   | Dominik Olejniczak | Saint-Quentin Basket-Ball | 7.5 |
| 3.   | Wilfried Yeguete   | Le Mans Sarthe Basket     | 6.7 |
| 4.   | Jack Nunge         | ESSM Le Portel            | 6.4 |
| 5.   | Dušan Ristić       | Élan Chalon               | 6.0 |

| Rank | Nombre          | Equipo                  | VPP  |
| ---- | --------------- | ----------------------- | ---- |
| 1.   | T. J. Shorts    | Paris Basketball        | 21.2 |
| 2.   | Shevon Thompson | SLUC Nancy              | 19.8 |
| 3.   | Théo Maledon    | ASVEL Lyon-Villeurbanne | 17.7 |
| 4.   | Jack Nunge      | ESSM Le Portel          | 16.4 |
| 5.   | Jeremiah Hill   | Élan Chalon             | 15.9 |